# Тумашевский железоделательный завод
Тумашевский железоделательный завод — первый частный железоделательный завод на Урале, основанный в 1669 году и действовавший до 1675 года возле деревни Федьковки Свердловской области. Основателями завода были братья Тумашевы.

## Географическое положение
Завод был построен у Невьянского пруда в 2 километрах к северу от деревни Федьковки и в 6 километрах к югу от Невьянского завода, у места впадения в реку Нейву небольшой реки Тумашки.

## История создания
В мае 1669 года Д. Тумашев сообщил в Москву о находке железной руды и, получив дозволение на строительство завода, в 1669—1670 годах начал производство железа в малых ручных печах. Завод находился в долевой собственности братьев Тумашевых и не был вододействующим, варка железа происходила в печах с ручным дутьём. В июне 1669 года Тумашев набирал людей в Краснопольской слободе, а в июле 1669 года была отлита первая опытная партия железа. Осенью 1669 года и зимой 1670 года Тумашев продолжал набор людей и строил заводские постройки, 23 марта 1670 года была выплавлена первая партия железа.

## Описание железоделательного завода
Со слов майора драгунского строя С. Астраханцева, в 1670 году завод представлял собой: двор, а во дворе изба, против избы домница рублена, а в ней три горна, а позади домницы стояла кузница с двумя горнами и двумя наковальнями с набором инструментов (7 больших и малых молотов, 9 клещей, 4 мехов, большие домнишные клещи, большие ножницы, режущие железо, тиски, кирки, топоры и прочее). Вокруг завода был острог. На расстоянии 0,5—1,5 вёрст располагались три рудника, добывающий бурый железняк. Численность завода составляла 15-17 наёмных человек: затворщик, готовивший печь к плавке и следящий за плавкой, и два его подручных, полученное кричное железо проковывалось в кузнице двумя кузнецами.
Дмитрий Тумашев занимался общим управлением и взаимоотношением с властями, Иван Тумашев осуществлял наблюдение за производством и людьми, торговлей занимался Василий Тумашев, а Пётр Тумашев отслеживал заводскую пашню.

## Закрытие
Завод неожиданно и сразу столкнулся с отсутствием дефицита железа на местном рынке. В 1671 году Василий Тумашев не смог продать произведённое на заводе железо в Тобольском и Верхотурском уездах, рынок Тобольского уезда уже был насыщен железом, произведённым на Ницинском железоделательном заводе, и в феврале 1672 года Дмитрию Тумашеву было указано «продавать впредь добываемое железо в слободах Верхотурского уезда». В 1672 году также в слободах Тобольского уезда не смогли продать железо с Тумашевского завода, взятого в казну в качестве десятого пуда. Кроме железа, на заводе изготовлялись сельскохозяйственные орудия, в частности сошные лемеха.
В 1675 году завод был закрыт по истощению руды и в том же в 1675 году завод был описан за долги. В 1677 году завод перестал быть собственностью Тумашевых.

## Экономика
Инвестиции Д. Тумашев получил от казанского якорного мастера Дмитрия Иванова в размере 140 рублей, которые он не смог вернуть в 1671 году.
Завод производил кричное железо, лемеха. Десятая доля продукции уходила в казну, а остальное продавалась в Верхотурском и Тобольском уездах. Годовая производительность кричного железа была в 1670 году − 110 пудов, в 1671 году — ноль, в 1672 году − 260 пудов, в 1673 году − 210 пудов, в 1674 году — 39 пудов, в 1675 году − 80 пудов. Всего выпущено около 700 пудов чистого железа. Одну десятую часть завод сдал в казну. Д. Тумашев впервые создал заводскую слободу — «Новая слобода рудного дела», отмежёвывал землю для слободы и занимался заселением крестьян в неё.